# Clelles
Clelles is een gemeente in het Franse departement Isère (regio Auvergne-Rhône-Alpes) en telt 378 inwoners (1999). De plaats maakt deel uit van het arrondissement Grenoble. In de gemeente ligt spoorwegstation Clelles - Mens.

## Geografie
De oppervlakte van Clelles bedraagt 20,3 km², de bevolkingsdichtheid is 18,6 inwoners per km².
De onderstaande kaart toont de ligging van Clelles met de belangrijkste infrastructuur en aangrenzende gemeenten.

## Demografie
Onderstaande figuur toont het verloop van het inwonertal (bron: INSEE-tellingen).

## Galerij

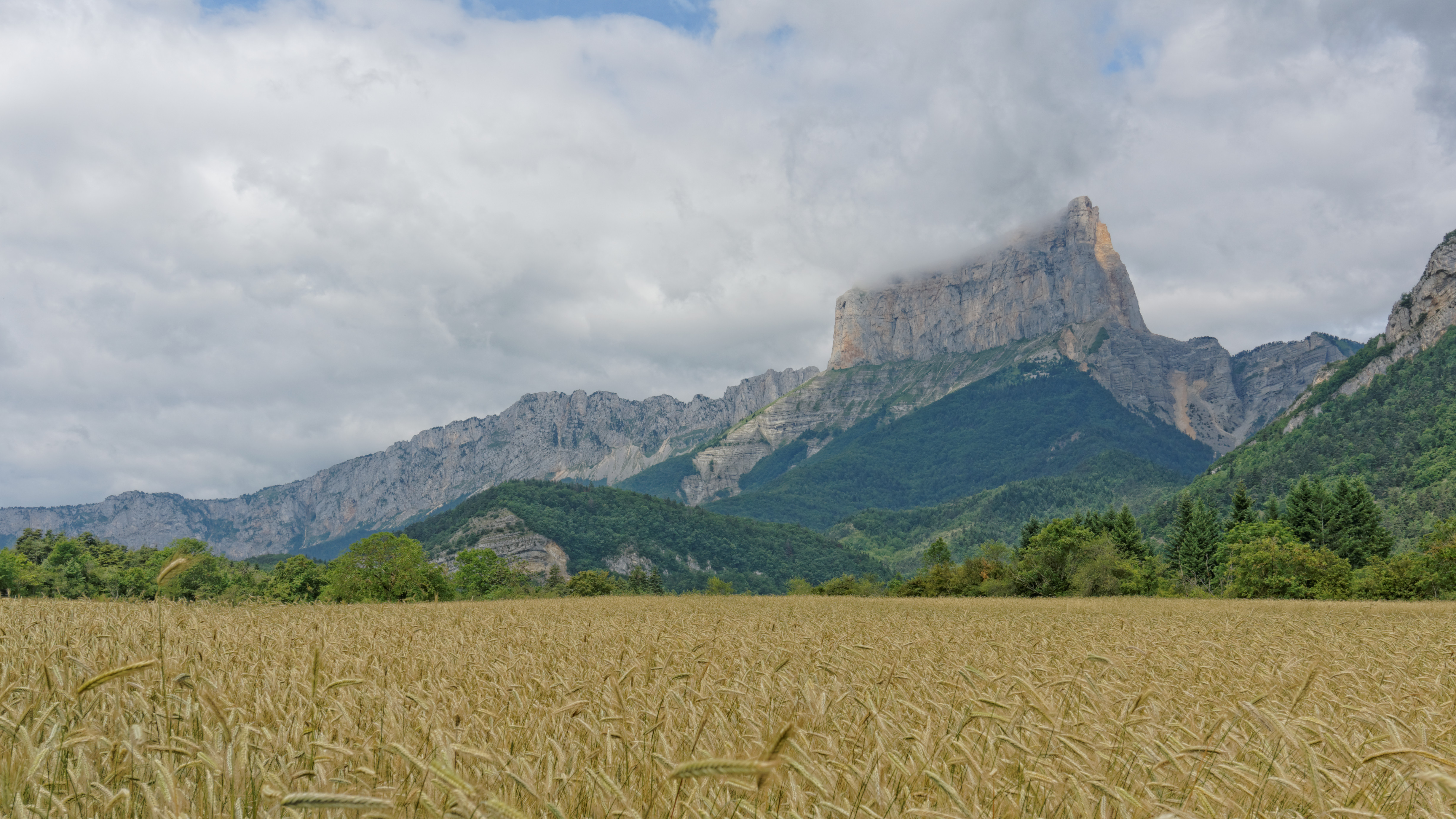
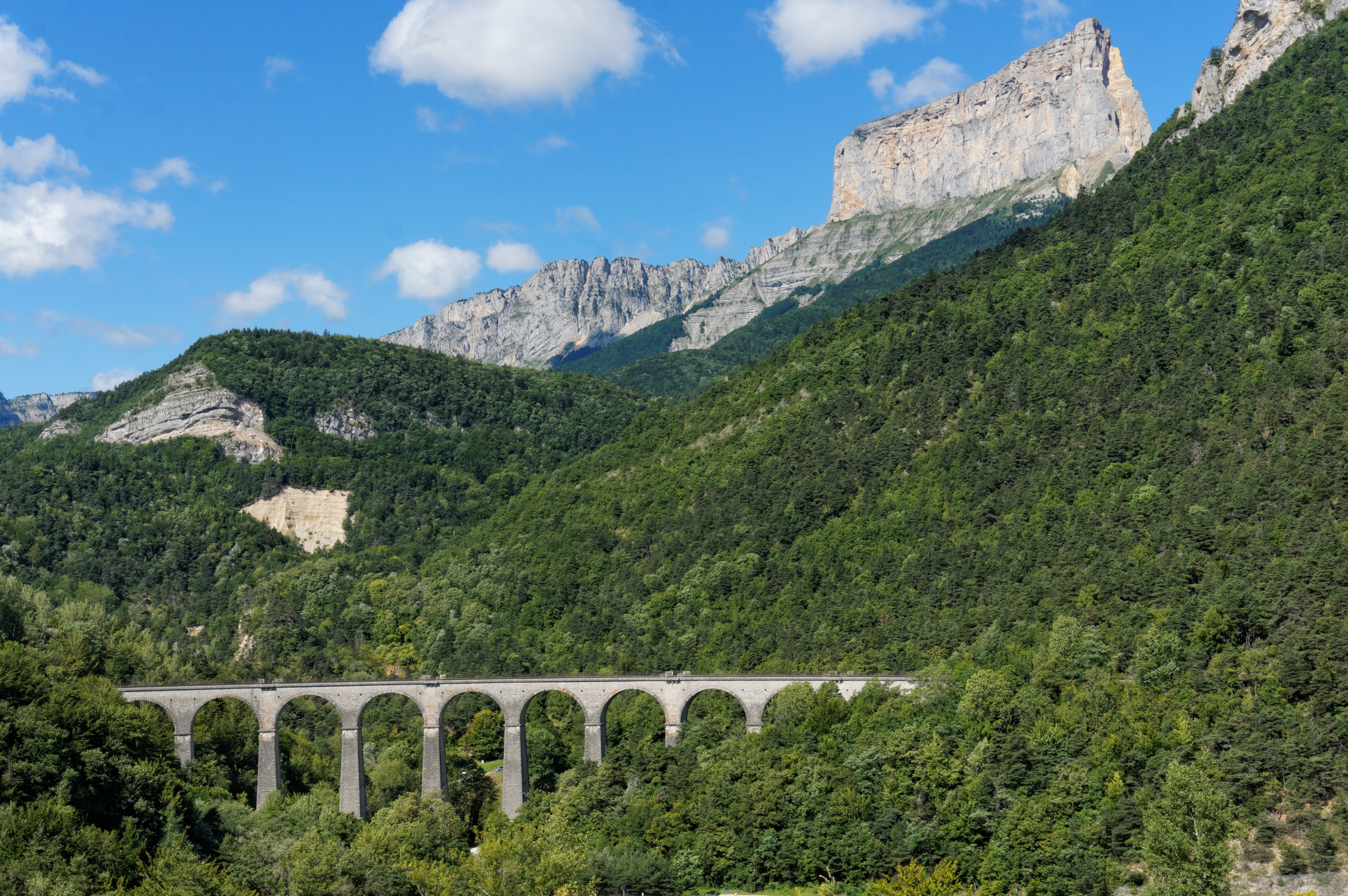
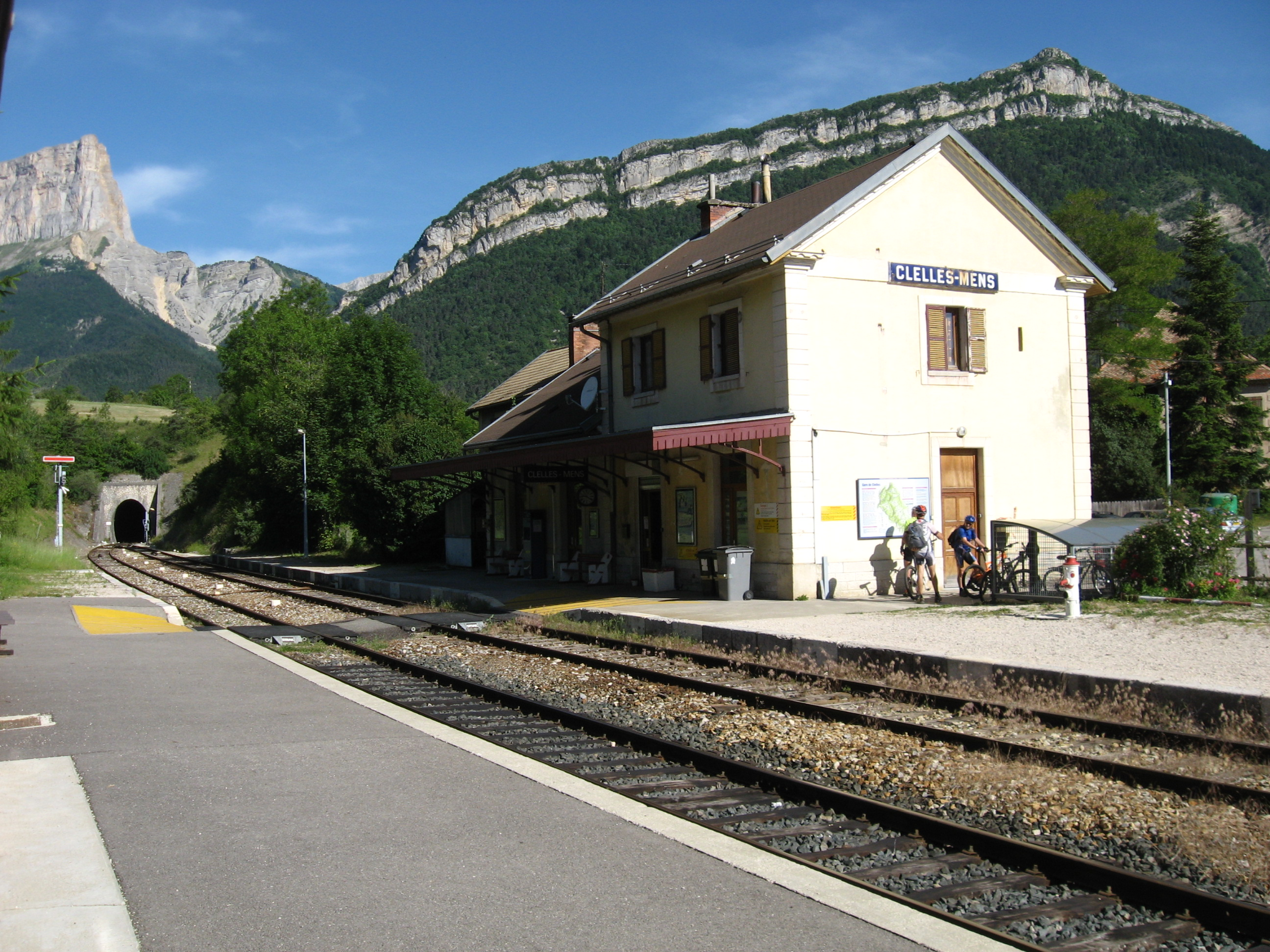
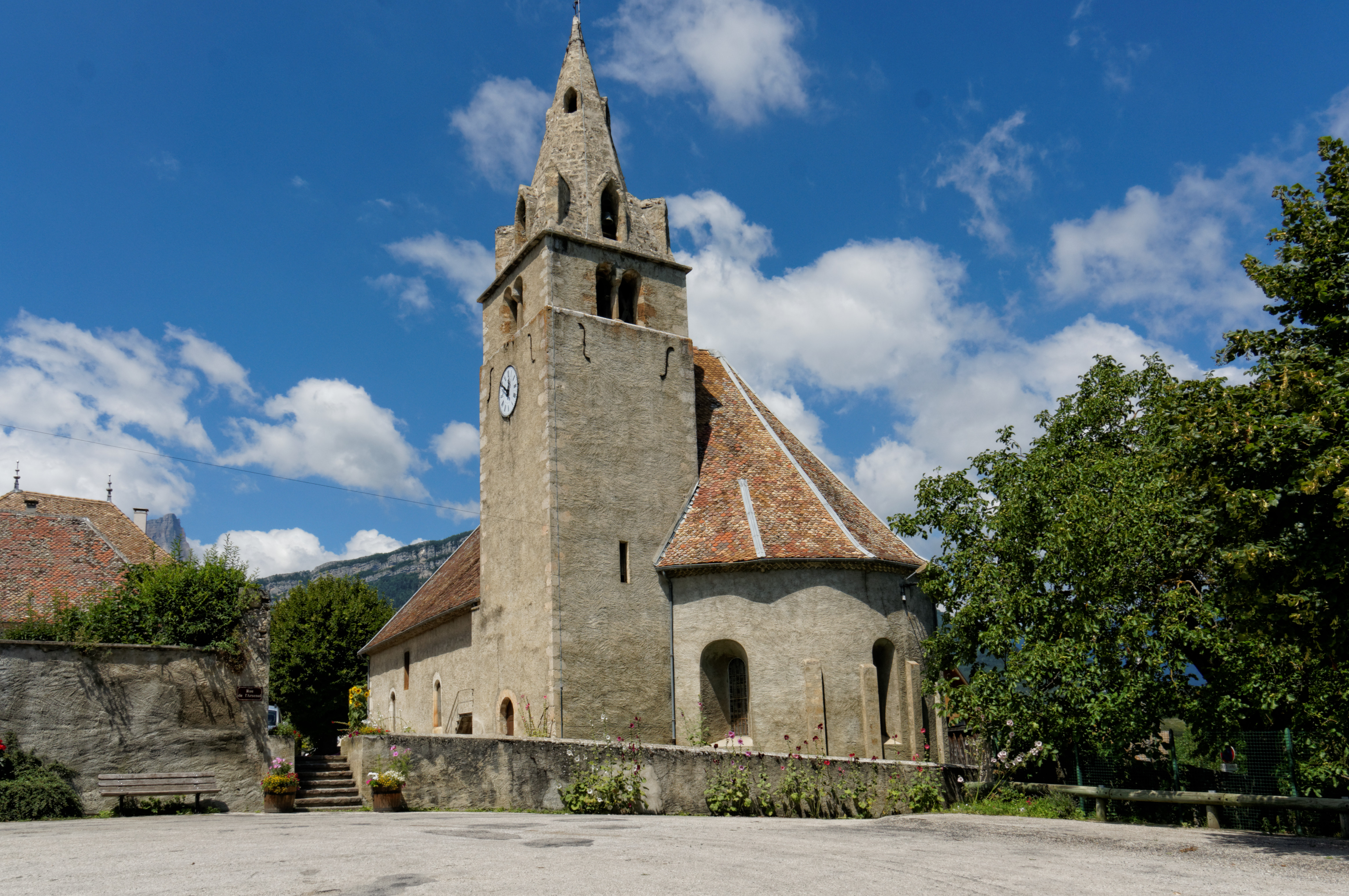

1. ↑  Populations de référence 2022.